# 飯島幸永
飯島幸永（いいじまこうえい、（1942年1月6日 - ）は、日本の写真家。東京都出身。

## 略歴
- 1942年（昭和17年）　東京に生まれる。
- 1964年（昭和39年）   東京写真短期大学（現東京工芸大学）を卒業。

　　　　　　　　　　　　 　　　卒業と同時に写真家杉山吉良に師事。
- 1973年（昭和48年）　フリーとなる。
- 1980年（昭和55年）　個展「寒流－雪国の女－」を開催。
- 1991年（平成 3年）　日本画家・上村松篁の写真集「歩歩清風」（中央公論美術出版社刊）を画集・色紙とともに出版。
- 1992年（平成 4年）　写真と名画で語る「上村松篁・魂の賛歌・写真家・飯島幸永の眼」展を開催。
- 2001年（平成13年）  写真集「人間上村松篁」（小学館刊）出版。
- 2003年（平成15年） 「週刊文春」連載・細川護熙の「ことばを旅する」の写真を担当。
- 2009年（平成21年） 「撮る・描く」二人展を写真家 岸野圭作と梓川アカデミア館（松本市）にて開催。
- 現在、飯島幸永松本写真塾を松本市にて開塾。

## 主な著作
- 飯島幸永写真集『日本画家・堀文子 美の旅人』実業之日本社 2010年
- 『寒流　飯島幸永写真集 津軽のおんな 越後・雪下有情』 飯島 幸永（著）彩流社 2012年